# Oksigenaza
Oksigenaza je enzim koji oksiduje supstrat putem transfera atoma kiseonika sa molekulskog kiseonika O2 (npr. iz vazduha). Oksigenaze formiraju klasu oksidoreduktaza; njihov EC broj je EC 1.13 ili EC 1.14.

## Istorija
Oksigenaze su simultano otkrile dve grupe 1955, Osamu Hajajiši iz Japana i Hauard S. Mejson iz SAD. Hajajiši je nagrađen Vulfovom nagradom za medicinu 1986. „za otkriće oksigenaznih enzima i objašnjavanje nihove strukture i biološkog značaja“.

## Hemijska kompozicija
Oksigenaze obuhvataju konstitutivnih i inducibilnih izozima (HO-1, HO-2). One predstavljaju glavin intracelularni izvor gvožđa i ugljen-monoksida

## Tipovi
Postoje dva tipa oksigenaza:
- Monooksigenaze, ili oksidaze mešovite funkcije, prenosi jedan atom kiseonika na supstrat, i redukuje drugi do vode.
- Dioksigenaze, ili kiseonične transferaze, inkorporira oba atoma molekula kiseonika (O2) u produkt(e) reakcije.[8]

Među najvažnijim monooksigenazama su citohrom P450 oksidaze, koje su odgovorne zar razlaganje brojnih hemikalija u telu.